# 昭公 (晋)
昭公（しょうこう、生年不詳 - 紀元前526年）は、中国の春秋時代の晋の君主。姓は姫、名は夷。国内で六卿の勢力が強くなり、公室は弱体化した。

## 生涯
晋の平公の子として生まれた。紀元前532年7月に平公が死去すると、後を嗣いで昭公が晋公として即位した。紀元前530年、晋の荀呉（中行穆子）が鮮虞に道を借りて昔陽に攻め入り、肥を滅ぼした。紀元前529年、昭公は斉・魯・宋・衛・鄭・曹・莒・邾・滕の諸侯らと平丘で会合した。同年、荀呉が著雍から上軍を率いて鮮虞に侵攻し、中人に達して凱旋した。紀元前528年、邢侯と雍子が鄐の田土をめぐって争っていたが、羊舌鮒（叔魚）が邢侯に罪ありと判決したため、邢侯が怒って、羊舌鮒と雍子を殺害した。韓起（韓宣子）の諮問を受けた羊舌肸（叔向）は3人を同罪とし、これによって邢侯は処刑され、雍子と羊舌鮒の遺体が市に晒された。紀元前527年、荀呉が兵を率いて鮮虞に進攻し、鼓を包囲した。紀元前526年8月己亥、昭公は死去し、子の頃公が晋公として即位した。